# Fissidens flexifolius
Fissidens flexifolius là một loài Rêu trong họ Fissidentaceae. Loài này được E.B. Bartram mô tả khoa học đầu tiên năm 1957.